# Stéphane Grichting
Stéphane Grichting, né le 30 mars 1979 à Sierre en Suisse, est un ancien footballeur international suisse qui évoluait au poste de défenseur.

## Biographie

### En club
Stéphane Grichting commence sa carrière au FC Sion, après avoir été remarqué en junior au FC Chalais, le club de football du village dans lequel il grandit.
Il est recruté par Guy Roux en 2002 pour jouer à l'AJ Auxerre en tant que défenseur central. Au club, il joue aussi bien défenseur central que latéral gauche, poste où il se révèle solide défensivement. Il est l'un des chouchous du public auxerrois, pour sa longévité et la régularité de ses prestations qui lui valent d'être sélectionné en permanence avec la Suisse.
Lors de la saison 2009-2010 aligné sur le côté gauche, il forme avec Cédric Hengbart, Adama Coulibaly et Jean-Pascal Mignot la meilleure défense de France. L'AJA se qualifie alors pour la Ligue des champions.
En juin 2011, il envisage de quitter l'AJ Auxerre, un an avant la fin de son contrat. Le FC Sion, Neuchâtel FC et Évian Thonon Gaillard lui ont fait différentes propositions, mais le joueur décide finalement de rester jusqu'à la fin de son contrat à l'AJA en juin 2012.
Sous les ordres de Laurent Fournier, Stéphane se retrouve remplaçant mais la longue blessure d'Adama Coulibaly lui permet de retrouver une place de titulaire. En janvier, lors d'un match contre Nancy il devient même le capitaine de l'équipe en lieu et place du gardien Olivier Sorin. Il ne peut cependant enrayer la chute inexorable de l'AJA qui termine finalement bon dernier de Ligue 1. Pour son dernier match avec Auxerre, Jean-Guy Wallemme (qui a succédé à Fournier) le remplace à quelques minutes de la fin pour profiter de l'ovation du public. Malheureusement les incidents provoqués par la colère des ultras auxerrois à la suite de la relégation du club gâchent sa sortie.
Le 21 juin 2012, il signe un contrat d'un an plus une année en option en faveur du Grasshopper Zurich, le transfert prenant effet le 1er juillet suivant. En trois saisons avec GC, Grichting est le patron de la défense zurichoise et les bonnes saisons du club, permettent à Grasshopper de disputer les préliminaires de la Ligue Europa pour 2013-14 et 2014-15. Stéphane Grichting annonce sa retraite le 7 mars 2015.

### En sélection nationale
Stéphane Grichting fête sa première cape en équipe nationale le 28 avril 2004, à Genève, lors d'un match contre la Slovénie.
Il se distingue lors d'un match de barrage contre la Turquie où il reçoit un coup de pied dans le bas du ventre d'un joueur (ou d'une personne de l'encadrement turque) qui lui perfore le canal urinaire.
Lors de la campagne de Coupe du monde 2006 en Allemagne, il ne joue qu'un match.
Stéphane Grichting fait cependant partie des « cadres » de l'équipe nationale suisse pour la campagne de l'Euro 2008. Il est préféré à Mario Eggimann par le sélectionneur Köbi Kuhn, en raison de ses qualités physiques. Sous la direction d'Ottmar Hitzfeld, Grichting fut un titulaire indiscutable au sein de la sélection suisse de 2008 à 2011, mais il annonce son retrait le 6 juin 2011, ne comprenant pas le fait qu'il soit passé de titulaire à même pas remplaçant.

## Statistiques personnelles
| Saison                | Club                  | Championnat           | Championnat | Championnat | Coupe nationale | Coupe nationale | Coupe de la Ligue | Coupe de la Ligue | Compétition(s) continentale(s) | Compétition(s) continentale(s) | Compétition(s) continentale(s) | Suisse | Suisse | Total | Total |
| Saison                | Club                  | Division              | M.          | B.          | M.              | B.              | M.                | B.                | Comp.                          | M.                             | B.                             | M.     | B.     | M.    | B.    |
| 1996-1997             | FC Sion               | LNA                   | 5           | 0           | -               | -               | -                 | -                 | -                              | -                              | -                              | -      | -      | 5     | 0     |
| 1997-1998             | FC Sion               | LNA                   | 26          | 1           | -               | -               | -                 | -                 | C3                             | 1                              | 0                              | -      | -      | 27    | 1     |
| 1998-1999             | FC Sion               | LNA                   | 20          | 0           | -               | -               | -                 | -                 | -                              | -                              | -                              | -      | -      | 20    | 0     |
| 1998-1999             | FC Sion               | LNA/LNB               | 2           | 0           | -               | -               | -                 | -                 | -                              | -                              | 0                              | -      | -      | 2     | 0     |
| 1999-2000             | FC Sion               | LNA/LNB               | 13          | 1           | -               | -               | -                 | -                 | -                              | -                              | -                              | -      | -      | 13    | 1     |
| 2000-2001             | FC Sion               | LNA                   | 17          | 2           | -               | -               | -                 | -                 | -                              | -                              | -                              | -      | -      | 17    | 2     |
| 2001-2002             | FC Sion               | LNA                   | 32          | 0           | -               | -               | -                 | -                 | -                              | -                              | -                              | -      | -      | 32    | 0     |
| Sous-total            | Sous-total            | Sous-total            | 115         | 4           | -               | -               | -                 | -                 | -                              | 1                              | 0                              | -      | -      | 116   | 4     |
| 2002-2003             | AJ Auxerre            | Ligue 1               | 10          | 0           | 2               | 0               | 1                 | 0                 | C1                             | 2                              | 0                              | -      | -      | 15    | 0     |
| 2003-2004             | AJ Auxerre            | Ligue 1               | 17          | 0           | 3               | 0               | 4                 | 0                 | C3                             | 5                              | 0                              | 1      | 0      | 30    | 0     |
| 2004-2005             | AJ Auxerre            | Ligue 1               | 21          | 1           | 4               | 1               | 2                 | 0                 | C3                             | 6                              | 0                              | 1      | 0      | 34    | 2     |
| 2005-2006             | AJ Auxerre            | Ligue 1               | 25          | 0           | 1               | 0               | 2                 | 0                 | C3                             | 2                              | 0                              | 5      | 0      | 35    | 0     |
| 2006-2007             | AJ Auxerre            | Ligue 1               | 19          | -           | -               | -               | -                 | -                 | C3                             | 1                              | 0                              | 5      | 0      | 25    | 0     |
| 2007-2008             | AJ Auxerre            | Ligue 1               | 29          | 0           | 2               | 0               | 3                 | 0                 | -                              | -                              | -                              | 7      | 0      | 41    | 0     |
| 2008-2009             | AJ Auxerre            | Ligue 1               | 37          | 0           | 1               | 0               | 2                 | 0                 | -                              | -                              | -                              | 9      | 0      | 49    | 0     |
| 2009-2010             | AJ Auxerre            | Ligue 1               | 37          | 0           | 2               | 0               | -                 | -                 | -                              | -                              | -                              | 10     | 1      | 49    | 1     |
| 2010-2011             | AJ Auxerre            | Ligue 1               | 25          | 0           | -               | -               | 1                 | 0                 | C1                             | 8                              | 0                              | 7      | 0      | 41    | 0     |
| 2011-2012             | AJ Auxerre            | Ligue 1               | 33          | 0           | 2               | 0               | 2                 | 0                 | -                              | -                              | -                              | -      | -      | 37    | 0     |
| Sous-total            | Sous-total            | Sous-total            | 253         | 1           | 17              | 1               | 17                | 0                 | -                              | 24                             | 0                              | 45     | 1      | 356   | 3     |
| 2012-2013             | Grasshopper           | Super League          | 33          | 0           | 6               | 1               | -                 | -                 | -                              | -                              | -                              | -      | -      | 39    | 1     |
| 2013-2014             | Grasshopper           | Super League          | 32          | 0           | 3               | 0               | -                 | -                 | C1+C3                          | 2+2                            | 0+0                            | -      | -      | 39    | 0     |
| 2014-2015             | Grasshopper           | Super League          | 28          | 0           | 2               | 0               | -                 | -                 | C1+C3                          | 2+2                            | 0+0                            | -      | -      | 34    | 0     |
| Sous-total            | Sous-total            | Sous-total            | 93          | 0           | 11              | 1               | -                 | -                 | -                              | 8                              | 0                              | -      | -      | 112   | 1     |
| Total sur la carrière | Total sur la carrière | Total sur la carrière | 461         | 5           | 28              | 2               | 17                | 0                 | -                              | 33                             | 0                              | 45     | 1      | 584   | 8     |

| Date             | Lieu         | Adversaire | Score | Résultat | Compétition                                |
| ---------------- | ------------ | ---------- | ----- | -------- | ------------------------------------------ |
| 5 septembre 2009 | Bâle, Suisse | Grèce      | 2-0   | Victoire | Qualifications pour la Coupe du monde 2010 |

## Palmarès
- Avec le FC Sion : 
  - Champion de Suisse en 1997
  - Vainqueur de la Coupe de Suisse en 1997
- Avec l'AJ Auxerre :
  - Vainqueur de la Coupe de France en 2003
  - Vainqueur de la Coupe de France en 2005
  - Troisième de Ligue 1 en 2010
- Avec l'Équipe de Suisse de football :
  - Huitième de finaliste de la Coupe du monde 2006 en Allemagne
  - Participation à l'Euro 2008 en Suisse et en Autriche
  - Participation à la Coupe du monde 2010 en Afrique du Sud (victoire historique contre l'Espagne, 1-0, durant la phase de poules)